# Prins Carl Fredrik (1704)
Prins Carl Fredrik (64 kanoner) var ett svenskt linjeskepp, byggt 1704 av Charles Sheldon i Karlskrona; deltog i sjöslagen vid Kögebukt 1710 och Rügen 1715, i 1720–21 års förenade flottor, samt i sjötågen 1757 och 1762; användes sedan som exercisskepp till 1785, samt därefter som krutskepp; försålt 1797.